# Brian Sell

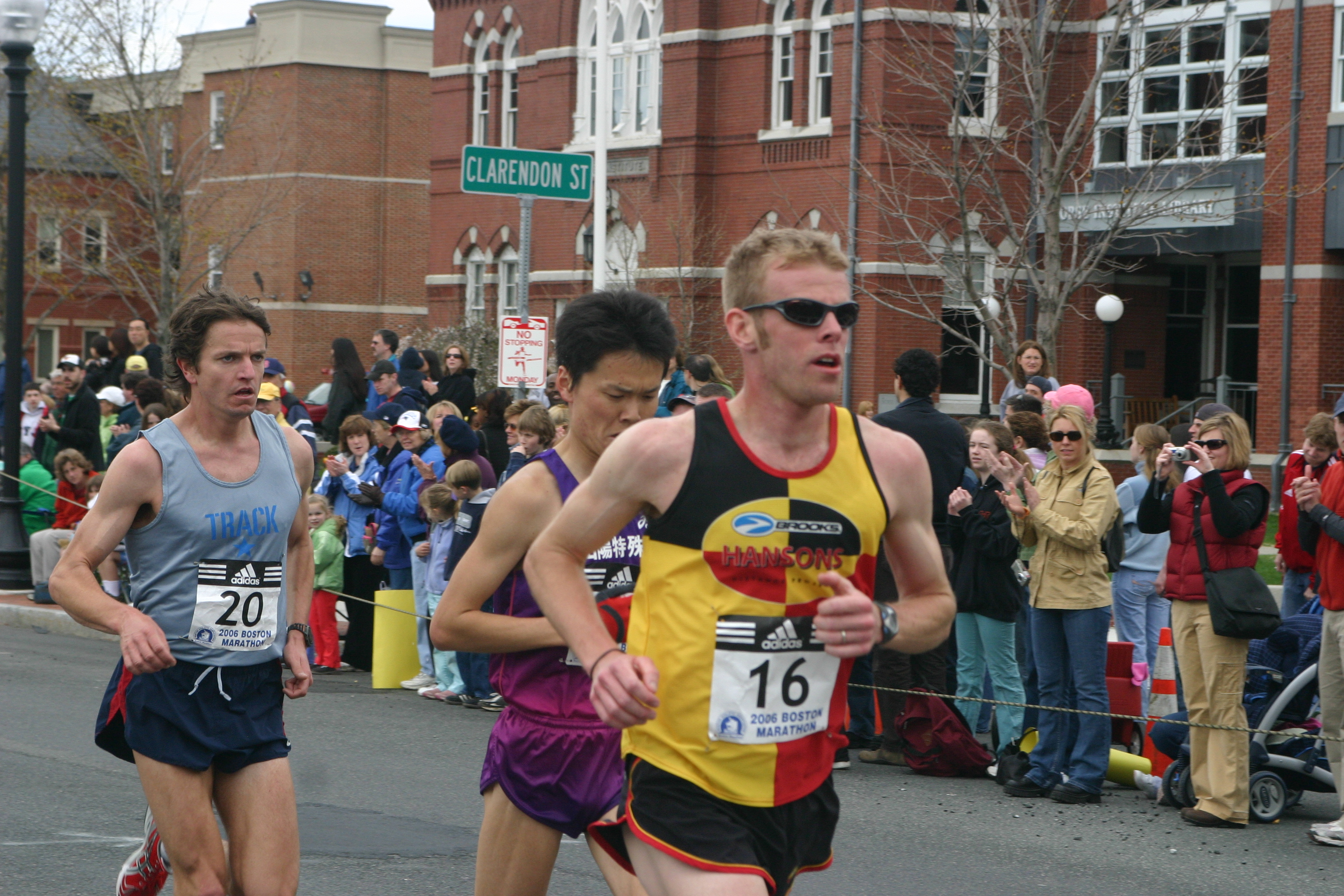
Brian Sell (rechts) beim Boston-Marathon 2006

Brian Sell (* 11. April 1978 in Altoona, Pennsylvania) ist ein US-amerikanischer Langstreckenläufer, der sich auf den Marathon spezialisiert hat.
Zum ersten Mal machte er beim US-Ausscheidungsrennen für die Olympischen Sommerspiele 2004 auf sich aufmerksam, als er lange Zeit hindurch führte, gegen Ende jedoch einbrach und auf den zwölften Platz zurückfiel. Beim Chicago-Marathon 2004 belegte er in 2:13:18 den zehnten Platz. Beim Marathon der Leichtathletik-Weltmeisterschaften 2005 in Helsinki wurde er Neunter.
2006 brach er zweimal seinen persönlichen Rekord, zuerst als Vierter beim Boston-Marathon mit 2:10:55 und dann als Sechster beim Chicago-Marathon mit 2:10:47.
Beim Ausscheidungsrennen für die Olympischen Sommerspiele 2008, das am Vortag des New-York-City-Marathons im Central Park stattfand, gelang es ihm, sich als Dritter hinter Ryan Hall und Dathan Ritzenhein einen Startplatz für Peking zu erlaufen und somit den viertplatzierten Ex-Weltrekordler Khalid Khannouchi aus dem Team zu verdrängen.
Brian Sell hat bei einer Größe von 1,78 m ein Wettkampfgewicht von 64 kg. Er wird vom Hansons-Brooks Distance Project betreut.